# Dutch Darts Masters 2020
Das Dutch Darts Masters 2020 sollte ursprünglich als ein Turnier der European Darts Tour 2020 im Rahmen der PDC Pro Tour 2020 vom 11. bis 13. September erstmals in der WTC Expo im Leeuwarden ausgetragen werden. Wegen der COVID-19-Pandemie wurde die neunte Austragung des gleichnamigen Ranglistenturniers jedoch am 29. Mai abgesagt.